# Villa Medici von Spedaletto

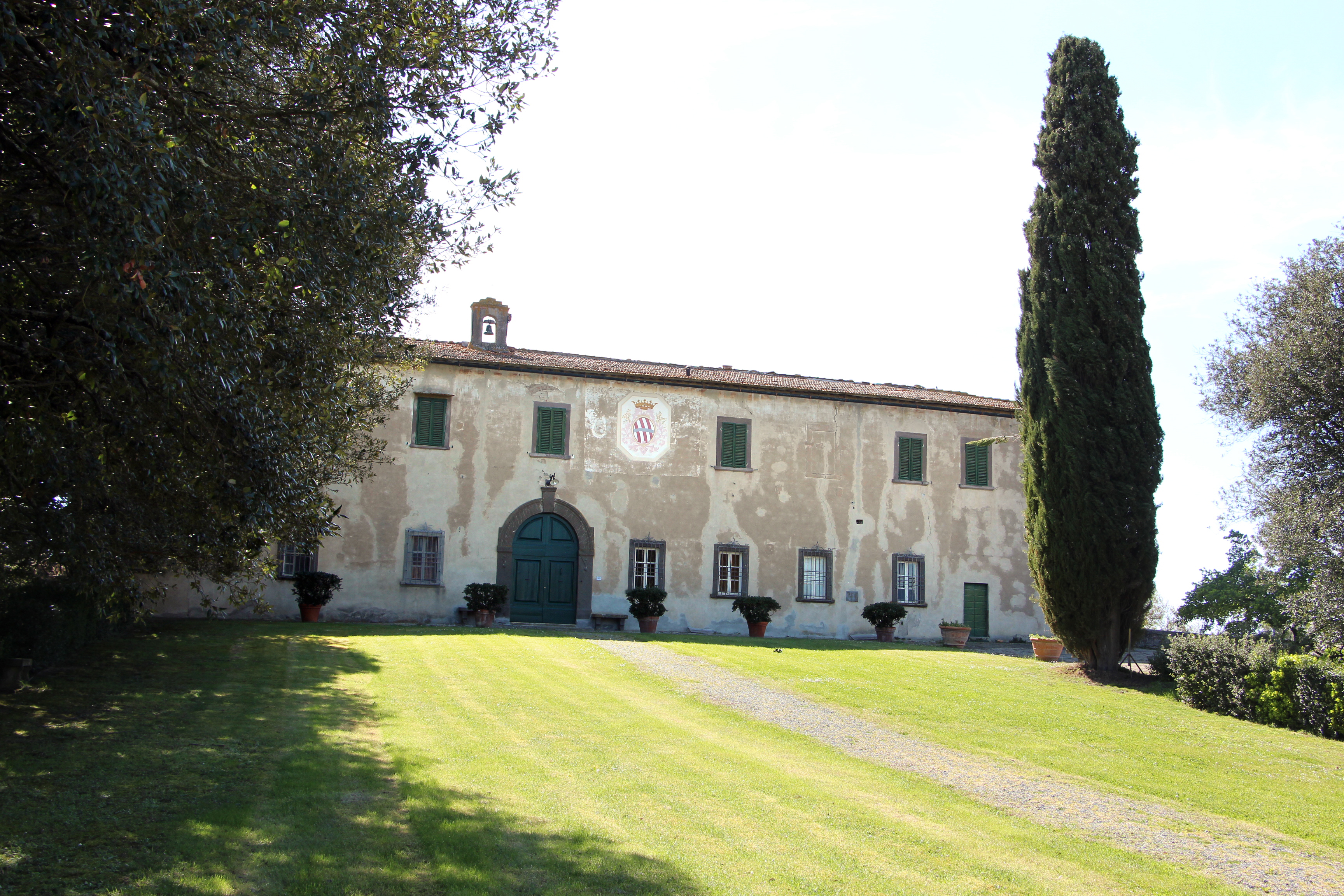
Villa di Spedaletto

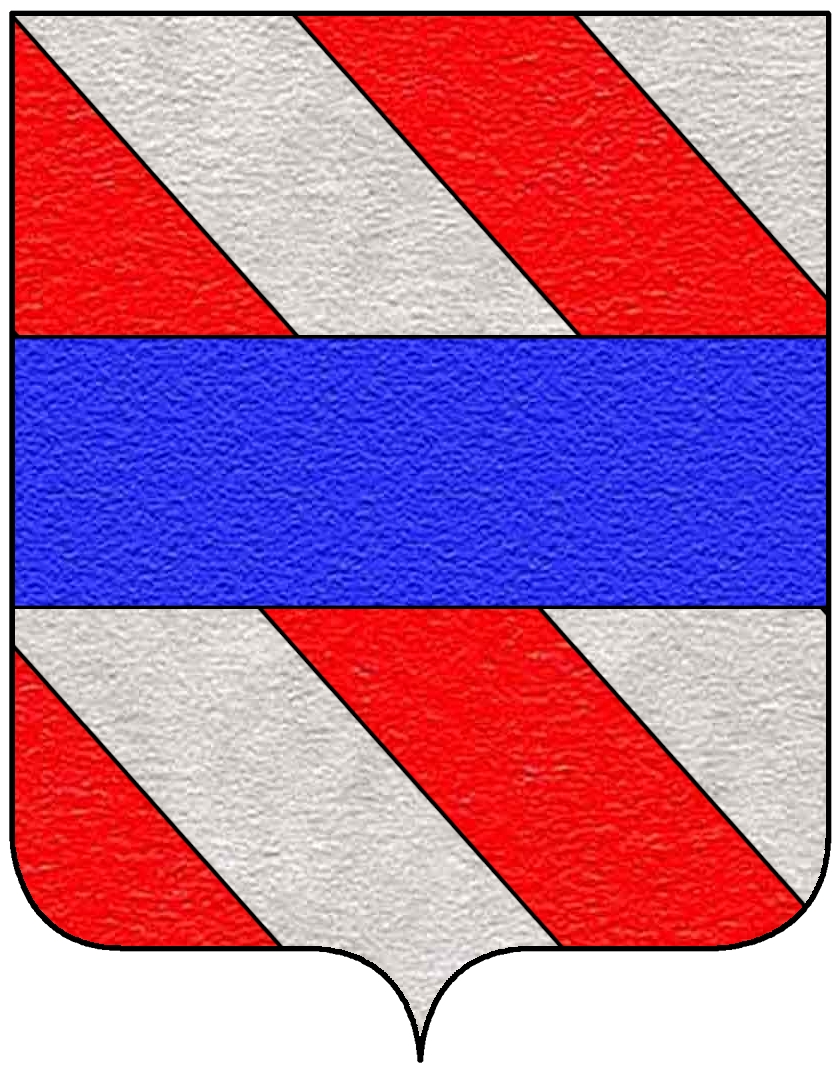
Wappen der Corsini

Die Villa von Spedaletto ist eine Medici-Villa in der Gemeinde Lajatico in der Nähe von Volterra.

## Beschreibung
Es handelt sich um einen der Landsitze von Lorenzo il Magnifico, der dort oft verweilte. Allerdings wurde die Villa bald nach seinem Tod 1492 abgegeben.
Die Medici hatten ein strategisches Interesse an der Gegend im Sinne der Sicherung des 1472 eroberten Volterra. Auch die nahe gelegenen heißen Mineralquellen von Bagno a Morba pflegte Lorenzo seit 1477 wegen seiner Nierensteine etwa jährlich aufzusuchen.
Lorenzo stattete die Villa mit reichem Freskenschmuck aus, der heute ganz verloren ist.
An der großen Loggia und dem Saal hätten nach Giorgio Vasari Domenico Ghirlandaio, Filippino Lippi, Pietro Perugino und Sandro Botticelli gearbeitet. Die Fresken wurden im frühen 19. Jahrhundert Opfer eines Brandes.
1494 bis 1606 war die Villa im Besitz der Familie Cybo, 1606 erwarb sie Senator Tommaso Corsini. Die Corsini sind immer noch die Eigentümer, ihr Wappen ziert die Fassade.